# Jaguapitã
Jaguapitã ist ein brasilianisches Munizip im Bundesstaat Paraná. Es hat 10.707 Einwohner (2022), die sich Jaguapitãenser oder Jaguapitenser nennen. Seine Fläche beträgt 475 km². Es liegt 586 Meter über dem Meeresspiegel. Die Gemeinde ist Teil der Metropolregion Londrina.

## Etymologie
Im Jahr 1937 gründeten die ersten Siedler ein Patrimônio unter dem Namen São José dos Bandeirantes. Als der Ort 1943 zur Vila erhoben wurde, bekam er schließlich den aktuellen Namen Jaguapitã. Das Wort stammt aus dem Tupi und bedeutet roter oder gefleckter Jaguar: yaguar = Jaguar, pitã = rot, gefleckt.

## Geschichte

### Besiedlung
Die ersten  Siedlerfamilien kamen Mitte 1937 ins Gebiet von Jaguapitã, das von der Companhia de Terras do Norte do Paraná (heute: Companhia Melhoramentos Norte do Paraná) vermarktet wurde. Schon im ersten Jahr wurde ein Verkaufsladen eingerichtet. Als der Ort bereits voll erschlossen und mit zahlreichen Gebäuden bebaut war, beantragten die Einwohner 1940 bei der Staatsregierung die Vermessung der Ländereien. In den Folgejahren strömten weitere Familien in den Ort, so dass er 1943 zur Vila im Munizip Sertanópolis erhoben werden konnte.
Die erste Pfarrei wurde 1949 gegründet. und eine Holzkirche am oberen Ende der Praça São José dos Bandeirantes errichtet. Sie brannte 1961 ab. Die Xaverianer-Missionare erbauten an ihrer Stelle die heutige Kirche.  1961, die gegenwärtig von Geistlichen des Augustinerordens betreut wird. Das städtische Krankenhaus wurde nach zehnjähriger Bauzeit 1962 fertiggestellt.
Aus dem ursprünglichen Gebiet des 1947 gegründeten Munizips Jaguapitã wurden 1951 die Munizipien Centenário do Sul, Lupionópolis sowie Santo Inácio und 1954 Cafeara, Guaraci und Itaguajé ausgegliedert.

### Erhebung zum Munizip
Jaguapitã wurde per Staatsgesetz Nr. 2 vom 10. Oktober 1947 aus Sertanópolis ausgegliedert und in den Rang eines Munizips erhoben. Es wurde am 7. November 1947 als Munizip installiert.

## Geografie

### Fläche und Lage
Jaguapitã liegt auf dem Terceiro Planalto Paranaense (der Dritten oder Guarapuava-Hochebene von Paraná) auf 23° 06′ 46″ südlicher Breite und 51° 31′ 55″ westlicher Länge. Seine Fläche beträgt 475 km². Es liegt auf einer Höhe von 586 Metern.

### Geologie und Böden
Das Gemeindegebiet hat vor allem Terra-Roxa-Böden. Es liegt im Übergangsbereich zwischen Basalt und Sandstein. Etwa 50 % bestehen aus rotem Laterit, 25 % aus rotem Nitisol, 25 % aus gelb-rotem Acrisol.

### Vegetation
Das Biom von Jaguapitã ist Mata Atlântica.

### Klima
In Jaguapitã herrscht mildes, allgemein warmes, gemäßigtes Klima. Der Niederschlag ist hoch, auch während des trockensten Monats. Die Klimaklassifikation nach Köppen und Geiger lautet Cfa. Im Jahresdurchschnitt liegt die Temperatur bei 21,9 °C. Innerhalb eines Jahres gibt es 1516 mm Niederschlag.

### Gewässer
Der Rio Bandeirantes do Norte, ein linker Nebenfluss des Pirapó, bildet die südliche Grenze des Munizips. Weitere Gewässer sind Córrego São José, Córrego Irajá, Água do Pacu, Ribeirão Centenário, Ribeirão Pelotas, Água das Pedras, Água Funda, Água da Onça, Água da Cobra. Aufsummiert haben die Bäche eine Länge von 514 km, die Fläche der Uferwälder beträgt 27 km2.

### Straßen
Jaguapitã ist über die PR-454 mit Astorga verbunden. Über die PR-170 kommt man im Osten nach Rolândia. Die PR-340 führt nach Norden in Richtung Paranapanema.

### Nachbarmunizipien
| Guaraci                      | Centenário do Sul                           | Miraselva und Prado Ferreira |
| Santa Fé und Munhoz de Mello | Kompassrose, die auf Nachbargemeinden zeigt |                              |
| Astorga                      | Pitangueiras                                | Rolândia und Cambé           |

## Stadtverwaltung
Bürgermeister: Gerson Marcato, PL (2021–2024)
Vizebürgermeister:  Jean Carlos, PL (2021–2024)

## Demografie

### Bevölkerungsentwicklung
| Jahr | Einwohner | Stadt | Land |
| ---- | --------- | ----- | ---- |
| 1950 | 38.821    | 16 %  | 84 % |
| 1960 | 21.873    | 23 %  | 77 % |
| 1970 | 16.710    | 27 %  | 73 % |
| 1980 | 11.987    | 44 %  | 56 % |
| 1991 | 10.613    | 70 %  | 30 % |
| 2000 | 10.932    | 80 %  | 20 % |
| 2010 | 12.225    | 85 %  | 15 % |
| 2022 | 10.707    |       |      |

Quelle: IBGE (2011) und Volkszählung 2022

### Ethnische Zusammensetzung
| Gruppe * | 1991    | 2000    | 2010    | wer sich als …                                                                   |
| --- | ------- | ------- | ------- | -------------------------------------------------------------------------------- |
| Weiße | 49,3 %  | 75,9 %  | 58,7 %  | weiß bezeichnet                                                                  |
| Schwarze | 1,6 %   | 2,7 %   | 4,4 %   | schwarz bezeichnet                                                               |
| Gelbe | 0,7 %   | 0,7 %   | 0,8 %   | von fernöstlicher Herkunft wie japanisch, chinesisch, koreanisch etc. bezeichnet |
| Braune | 48,4 %  | 20,2 %  | 36,1 %  | braun oder als Mischung aus mehreren Gruppen bezeichnet                          |
| Indigene | 0,0 %   | 0,2 %   | 0,0 %   | Ureinwohner oder Indio bezeichnet                                                |
| ohne Angabe | 0,0 %   | 0,4 %   | 0,0 %   |                                                                                  |
| Gesamt | 100,0 % | 100,0 % | 100,0 % |                                                                                  |
| *) Das IBGE verwendet für Volkszählungen ausschließlich diese fünf Gruppen. Es verzichtet bewusst auf Erläuterungen. Die Zugehörigkeit wird vom Einwohner selbst festgelegt. |         |         |         |                                                                                  |

Quelle: IBGE (Stand: 1991, 2000 und 2010)